# Stora Kolsjön (Borås socken, Västergötland)
Stora Kolsjön är en sjö i Borås kommun i Västergötland och ingår i Rolfsåns huvudavrinningsområde. Sjön är 12,8 meter djup, har en yta på 0,0747 kvadratkilometer och befinner sig 160 meter över havet. Vid provfiske har abborre och mört fångats i sjön.

## Delavrinningsområde
Stora Kolsjön ingår i det delavrinningsområde (640130-131797) som SMHI kallar för Utloppet av Viaredssjön. Medelhöjden är 197 meter över havet och ytan är 31,17 kvadratkilometer. Räknas de 2 avrinningsområdena uppströms in blir den ackumulerade arean 68,57 kvadratkilometer. Sörån som avvattnar avrinningsområdet har biflödesordning 2, vilket innebär att vattnet flödar genom totalt 2 vattendrag innan det når havet efter 71 kilometer. Avrinningsområdet består mestadels av skog (52 %). Avrinningsområdet har 4,08 kvadratkilometer vattenytor vilket ger det en sjöprocent på 8,5 %. Bebyggelsen i området täcker en yta av 5,42 kvadratkilometer eller 11 % av avrinningsområdet.